# Grandfontaine (Szwajcaria)
Grandfontaine (hist. Langenbrunn) – miejscowość i gmina w północno-zachodniej Szwajcarii, w kantonie Jura, w okręgu Porrentruy.

## Demografia
W Grandfontaine mieszka 387 osób. W 2020 roku 4,9% populacji gminy stanowiły osoby urodzone poza Szwajcarią. 

## Transport
Przez teren gminy przebiega droga główna nr 247. 